# Molnár Éva (művészettörténész)
Molnár Lászlóné Éva, született Preisler Éva (Budapest, 1927. augusztus 2. – 2019. augusztus 11.) Németh Lajos-díjas művészettörténész, a Fészek Művészklub művészeti szakkönyvtárának vezetője 1957-től (több mint hatvan éven át), a Fészek Galéria alapítója és kiállításainak szervezője 1981 és 2018 között.

## Életrajza
Tanulmányait az ELTE BTK-n végezte művészettörténészként 1958–63 között. 1952-től 1955-ig a Népművészeti Intézet munkatársa, 1955-től dolgozott a Fészek Művészklubban (1948-tól 1957-ig Művészeti Szövetségek Háza). 1957-ben alapította a Fészek művészeti szakkönyvtárát, melynek haláláig vezetője volt: külföldi könyvek és folyóiratok beszerzésével a magyar művészek naprakész tájékoztatását tette lehetővé.
1965-től, a Fészek újjáépítésétől fogva 2018-ig több száz kiállítást rendezett. 1981-ben hozta létre az intézményen belül a Fészek Galériát, melynek 2018 februárjáig vezetője is volt (helyét ekkor Jerger Krisztina művészettörténész vette át). Ez az első időkben jóformán az egyetlen lehetőséget jelentette a progresszív kortárs művészeknek a megjelenésre, de máig is a legújabb kezdeményezések bemutató színhelye.
Molnár Éva kritikái, publikációi a Művészet és a Nagyvilág című folyóiratokban jelentek meg.
Férje 1946-tól Molnár László volt, aki 1991-ben hunyt el.

## Elismerései
- Művészeti Alap, Nívódíj, 1987
- Művelődési Minisztérium, Nívódíj (Hegyi Lóránddal), 1989
- A Magyar Köztársasági Érdemrend kiskeresztje, 1995
- Németh Lajos-díj, 2003
- Wlassics Gyula-díj, 2007

## Főbb munkái
- A francia kárpitművészet Aubusson-tól Jean Lurçat-ig (monográfia) – (1964)
- „Nyitás” (1981)
- Kalligráfia, „írás-jel, jel-írás” (1981)
- Rippl-Rónai József (1983)
- Hasonlatok (1984)
- Tradíció és jelen (1984)
- Tichy Gyula (1985)
- Újraértelmezett hagyomány (Lossonczy Tamás) (1986)
- Poszt-geometria (1986)
- Manufakturális tárgyak (1986)
- Hommage à Iparterv (1988)
- Csend-élet (1991)
- Zászlók (1991, 2001)
- Dialógus (1992)
- Jelek a 60-as évekből (Frey Krisztián, Konkoly Gyula, Molnár László, Kovács Attila)
- Dialogue in Paper (Magyar és amerikai művészek papírmunkái)
- Korniss Dezső: Fejek (1994)
- „Andy Warhol recycled” (1998)
- „Dobozba zárva” (1999)
- Mulasics László (2003)